# Élections législatives seychelloises de 2025
Les élections législatives seychelloises de 2025 sont prévues le 27 septembre 2025 afin de renouveler les membres de l'Assemblée nationale des Seychelles. Une élection présidentielle est organisée simultanément.

## Système électoral
L'Assemblée nationale est parlement monocaméral des Seychelles. Elle est composée d'un maximum de 35 sièges pourvus pour cinq ans selon un mode de scrutin parallèle.
Sont ainsi à pourvoir 26 sièges au scrutin uninominal majoritaire à un tour dans autant de circonscriptions électorales, auxquels se rajoutent jusqu'à 9 sièges pourvus au scrutin proportionnel plurinominal dans une unique circonscription nationale, chaque parti obtenant un siège par tranche de 10 % des votes valides obtenus.